# 1955 في كندا
فيما يلي قوائم الأحداث التي وقعت خلال عام 1955 في كندا.

## سياسة

### تعيين في المنصب
- 1 يناير – فرانك ماكنزي روس Lieutenant Governor of British Columbia [الإنجليزية]‏.
- 1 يناير – ناثان فيليبس عمدة تورونتو [الإنجليزية]‏.
- 28 يوليو – هارولد كونولي عضو مجلس الشيوخ الكندي ‏.

### انتهاء فترة المنصب
- 1 يناير – ألكسيس كارون Mayor of Hull  [لغات أخرى]‏.
- 1 يناير – كلارنس والاس Lieutenant Governor of British Columbia [الإنجليزية]‏.
- 28 يوليو – هارولد كونولي عضو مجلس نواب نوفا سكوشا ‏.

## مواليد

### يناير
- 1 يناير – أبريل هيكوكس
- 1 يناير – تيري كيلي مغني كندي.
- 1 يناير – جيرميا إس تشيشك مخرج أفلام كندي.
- 1 يناير – جيري ألفرد
- 1 يناير – جيم ووكر موسيقي كندي.
- 1 يناير – جيمس أنتوني
- 1 يناير – دونالد اندروز عالم اقتصاد كندي.
- 1 يناير – روث كابلان
- 1 يناير – ريك هيلير عسكري كندي.
- 1 يناير – غريغ جيرارد
- 1 يناير – كارين داهل فنانة كندية.
- 1 يناير – كلير بوليو فنانة كندية.
- 1 يناير – كيفن سوليفان
- 1 يناير – لورين بي. ديفيس كاتبة كندية.
- 1 يناير – مارلين دومون شاعرة كندية.
- 2 يناير – مايك باكمان لاعب هوكي جليد كندي.
- 3 يناير – ديفيد برات سياسي كندي.
- 8 يناير – برايان جوزيف دان كهنوت كندي.
- 8 يناير – مايك رينو مغني كندي.
- 9 يناير – بروس بودرو لاعب هوكي جليد كندي.
- 9 يناير – مارسيل غوفرو لاعب سنوكر كندي.
- 10 يناير – جيمس ألان غاردنر كاتب كندي.
- 11 يناير – ديفيد فاين مخرج أفلام كندي.
- 12 يناير – كلارك هاميلتون لاعب هوكي جليد كندي.
- 15 يناير – روبرت فورغت واثب عالي كندي.
- 26 يناير – تيد لونغ لاعب هوكي جليد كندي.

### فبراير
- 1 فبراير – جون بلين
- 1 فبراير – ميخائيل كوري سياسي كندي.
- 2 فبراير – جون سوندرز لاعب هوكي جليد كندي.
- 5 فبراير – بوب راسيل لاعب هوكي جليد كندي.
- 7 فبراير – مارك لوري مصور كندي.
- 10 فبراير – بريندا كلارك كاتبة كندية.
- 11 فبراير – باول هاريسون لاعب هوكي جليد كندي.
- 13 فبراير – سكوت سميث
- 19 فبراير – ديفيد غرايرسون
- 22 فبراير – تيم يونغ لاعب هوكي جليد كندي.
- 22 فبراير – ويليام باتريك فيف قاتل متسلسل كندي.
- 25 فبراير – لاين لورانس كاتب للأطفال كندي.
- 26 فبراير – باري دين لاعب هوكي جليد كندي.

### مارس
- 2 مارس – وليام هوب
- 5 مارس – غيليس روبرت سياسي كندي.
- 6 مارس – ألبيرتا واتسون ممثلة كندية.
- 8 مارس – دون أشبي لاعب هوكي جليد كندي.
- 8 مارس – غريغ هيكي لاعب هوكي جليد كندي.
- 9 يناير – مارسيل غوفرو لاعب سنوكر كندي.
- 12 مارس – ليو بلانشارد لاعب كرة قدم كندي.
- 14 مارس – جاروين سانفورد ممثل كندي.
- 16 مارس – أندي سكوت سياسي كندي.
- 19 مارس – ريك غولتز
- 24 مارس – بات برايس لاعب هوكي جليد كندي.
- 24 مارس – بيرني موريسون لاعب كرة قدم كندي.
- 24 مارس – دوغ جارفيس لاعب هوكي جليد كندي.
- 26 مارس – داني أرندت لاعب هوكي جليد كندي.

### أبريل
- 1 أبريل – ريتشارد أبيل عازف بيانو كندي.
- 1 يناير – أبريل هيكوكس
- 5 أبريل – بيل بلاكوود لاعب هوكي جليد كندي.
- 6 أبريل – ستيف ريد لاعب كرة قدم من الولايات المتحدة الأمريكية.
- 6 أبريل – كاثي جونز
- 8 أبريل – ديف جورمان لاعب هوكي جليد كندي.
- 10 أبريل – بلير ديفيدسون لاعب هوكي جليد كندي.
- 11 أبريل – كين وايتهيد لاعب كرة قدم كندي.
- 11 أبريل – ميشيل لاشانس لاعب هوكي جليد كندي.
- 12 أبريل – باول وودز لاعب هوكي جليد كندي.
- 14 أبريل – جيمي ماسترز لاعب هوكي جليد كندي.
- 18 أبريل – لورني دي بيب لاعب كرلنغ نيوزيلندي.
- 20 أبريل – ريك بوربونيه لاعب هوكي جليد كندي.
- 20 أبريل – غيليس براسارد
- 22 أبريل – أل هيل لاعب هوكي جليد كندي.
- 24 أبريل – فيك بيترز لاعب كرلنغ كندي.
- 25 أبريل – باري سميث لاعب هوكي جليد كندي.
- 25 أبريل – مارك بيكار سياسي كندي.
- 28 أبريل – ريتشارد غريدي طائر تزلج كندي.

### مايو
- 1 مايو – ديريك هاس
- 1 مايو – غارنت روجرز
- 4 مايو – ميخائيل إل. ماكدونالد سياسي كندي.
- 5 مايو – آلان كارون
- 6 مايو – تيم بوثويل لاعب هوكي جليد كندي.
- 10 مايو – يان زويكي فيلسوفة كندية.
- 11 مايو – وليم بي. يونغ كاتب أمريكي.
- 19 مايو – بوب هيس لاعب هوكي جليد كندي.
- 19 مايو – جيمس غوسلينغ لاعب كرة قدم كندي.
- 19 مايو – سو هولواي كاياكيرة كندية.
- 23 مايو – لويز آن بوشارد كاتبة كندية.
- 25 مايو – واين ديلون لاعب هوكي جليد كندي.
- 28 مايو – دوغ هيكس لاعب هوكي جليد كندي.
- 28 مايو – رون ويلسون لاعب هوكي جليد كندي.
- 30 مايو – ريك هاينز لاعب هوكي جليد كندي.
- 30 مايو – هيو والتون متسابق دراجات كندي.

### يونيو
- 1 يونيو – فلوران فروتير لاعب هوكي جليد كندي.
- 5 يونيو – هيو مارش موسيقي كندي.
- 14 يونيو – جو برستون سياسي كندي.
- 16 يونيو – جي. جيل روبنسون كاتبة كندية.
- 16 يونيو – غليندا رايزر عداءة مسافات متوسطة كندية.
- 17 يونيو – تيري ماكدونالد لاعب هوكي جليد كندي.
- 18 يونيو – غريغ أثينز
- 21 يونيو – تيم براي عالِم حاسوب كندي.
- 23 يونيو – رون ماكدونالد سياسي كندي.
- 24 يونيو – شيري ميلر ممثلة كندية.
- 29 يونيو – بيتر موريس لاعب هوكي جليد كندي.
- 30 يونيو – مونيكا هيلر لغوية كندية.

### يوليو
- 2 يوليو – راندي بيرشل لاعب هوكي جليد كندي.
- 9 يوليو – راشيل لوكلير
- 13 يوليو – هوبير لاكروا محامي كندي.
- 17 يوليو – غينيفيف كاديو مصورة كندية.
- 17 يوليو – كريستوفر تشابيل
- 18 يوليو – غريغ سميث لاعب هوكي جليد كندي.
- 20 يوليو – رينيه دانيال دوبوا
- 25 يوليو – توم مكاموس ممثل كندي.
- 25 يوليو – كارول ديفيد
- 31 يوليو – غيليس بيلودو لاعب هوكي جليد كندي.
- 31 يوليو – كولن برانتون مخرج أفلام كندي.

### أغسطس
- 2 أغسطس – ريك لابوينت لاعب هوكي جليد كندي.
- 4 أغسطس – بيرس مكدونالد سياسي كندي.
- 5 أغسطس – هيو ماكدونالد سياسي كندي.
- 10 أغسطس – ديف هانكوك سياسي كندي.
- 14 أغسطس – غاري كار سياسي كندي.
- 16 أغسطس – جون ر. ليتل كاتب كندي.
- 20 أغسطس – دوغ ماسون لاعب هوكي جليد كندي.
- 26 أغسطس – جيف سميث
- 31 أغسطس – سيدني مكنايت ملاكم كندي.

### سبتمبر
- 3 سبتمبر – رون ديلورم
- 5 سبتمبر – ستان جوناثان لاعب هوكي جليد كندي.
- 7 سبتمبر – بريان ماكسويل لاعب هوكي جليد كندي.
- 11 سبتمبر – جوهان غوثير
- 13 سبتمبر – كيفن باول
- 15 سبتمبر – رالف كلاسن لاعب هوكي جليد كندي.
- 20 سبتمبر – جلان ريتشاردسون لاعب هوكي جليد كندي.
- 22 سبتمبر – جيري أندرسون لاعب غولف كندي.
- 28 سبتمبر – دون إدواردز لاعب هوكي جليد كندي.
- 28 سبتمبر – ستيفان ديون سياسي كندي.

### أكتوبر
- 1 أكتوبر – ألان رووي سياسي كندي.
- 1 أكتوبر – دانيال فورنير
- 8 أكتوبر – دون كيرنز لاعب هوكي جليد كندي.
- 8 أكتوبر – ميشيل شاين منتج أفلام كندي.
- 15 أكتوبر – باول إيفانز
- 18 أكتوبر – روي هالبن لاعب هوكي جليد كندي.
- 19 أكتوبر – أندرو ماكدونالد لاعب كرة ماء من الولايات المتحدة الأمريكية.
- 21 أكتوبر – أل كاميرون لاعب هوكي جليد كندي.
- 23 أكتوبر – أندرو كوهن صحفي كندي.
- 25 أكتوبر – تيري مارتن لاعب هوكي جليد من الولايات المتحدة الأمريكية.
- 27 أكتوبر – روب سامبسون سياسي كندي.
- 28 أكتوبر – باول باكستر لاعب هوكي جليد كندي.
- 30 أكتوبر – بريندا تشابمان
- 31 أكتوبر – كلود نويل لاعب هوكي جليد كندي.

### نوفمبر
- 4 نوفمبر – ديف ويلسون
- 10 نوفمبر – كين هولاند لاعب هوكي جليد كندي.
- 12 نوفمبر – هوبير غالانت
- 17 نوفمبر – بيير غيروكس لاعب هوكي جليد كندي.
- 25 نوفمبر – كلود وليامز سياسي كندي.
- 29 نوفمبر – هاوي مانديل

### ديسمبر
- 3 ديسمبر – ميلودي أندرسون
- 4 ديسمبر – دون فرازير متزلج فني كندي.
- 4 ديسمبر – ديف تايلور لاعب هوكي جليد كندي.
- 8 ديسمبر – كيفين ماكنولتى ممثل كندي.
- 10 ديسمبر – فيليب هوفمان
- 13 ديسمبر – بات مارتن سياسي كندي.
- 14 ديسمبر – دوغ مارتن سبّاح كندي.
- 14 ديسمبر – غوردون دوغلاس سليد رياضياتي كندي.
- 16 ديسمبر – جورج قالبرايث لاعب هوكي جليد كندي.
- 23 ديسمبر – بيل ريان
- 26 ديسمبر – باول كرولي لاعب هوكي جليد كندي.
- 29 ديسمبر – ديفيد ميلر سياسي كندي.
- 31 ديسمبر – ليكس هدسون لاعب هوكي جليد كندي.

## وفيات

### يناير
- 1 يناير – فيكتوريا كارتير (مواليد 1867) معلمة موسيقى كندية.
- 6 يناير – تشارلز بايبر سميث (مواليد 1877) عالم نبات أمريكي.
- 14 يناير – هوراشيو نيلسون جاكسون (مواليد 1872)
- 22 يناير – جون غريغوري (مواليد 1878) سياسي كندي.
- 24 يناير – ليونارد آرثر كريستيان (مواليد 1889)
- 27 يناير – جيمس برنارد هاركن (مواليد 1875)

### فبراير
- 11 فبراير – جيمس ماكغريغور ستيوارت (مواليد 1889) محامي كندي.
- 20 فبراير – آزوولد إيفري (مواليد 1877)

### مارس
- 27 مارس – ويلسون ميلز (مواليد 1882) سياسي كندي.

### أبريل
- 15 أبريل – بيرت مكافري (مواليد 1894) لاعب هوكي جليد كندي.
- 18 أبريل – روبرت ويليام بويل (مواليد 1883) فيزيائي كندي.
- 20 أبريل – آدم أكرس (مواليد 1878) سياسي كندي.
- 26 أبريل – ليمان داف (مواليد 1865)

### مايو
- 10 مايو – تومي بيرنز (مواليد 1881) ملاكم كندي.
- 30 مايو – توماس راسيل ديكون (مواليد 1865) سياسي كندي.

### يونيو
- 15 يونيو – ويلارد إم. ميتشيل (مواليد 1879) فنان كندي.

### يوليو
- 4 يوليو – كارسون كوبر (مواليد 1899) لاعب هوكي جليد كندي.
- 18 يوليو – ادمون بوشارد (مواليد 1892) لاعب هوكي جليد كندي.
- 18 يوليو – ويليام هنري هاريسون (مواليد 1880) سياسي كندي.
- 24 يوليو – هاري هايدن (مواليد 1882) ممثل كندي.
- 26 يوليو – رايموند كلير أرشيبالد (مواليد 1875) رياضياتي من الولايات المتحدة الأمريكية.
- 30 يوليو – ديف روان (مواليد 1882) لاعب كرة قاعدة من الولايات المتحدة الأمريكية.

### أغسطس
- 8 أغسطس – روس لوي (مواليد 1928)
- 19 أغسطس – مايك غرانت (مواليد 1873) لاعب هوكي جليد كندي.

### أكتوبر
- 7 أكتوبر – جاك جيبسون (مواليد 1880)

### نوفمبر
- 6 نوفمبر – ويلي لوغان (مواليد 1907) متزلج سريع كندي.
- 17 نوفمبر – جان ماري ريتشارد (مواليد 1879) سياسي كندي.
- 26 نوفمبر – إيزابيلا ماري أبوت (مواليد 1890)
- 28 نوفمبر – ستان جاكسون (مواليد 1898) لاعب هوكي جليد كندي.